# Megarhyssa jezoensis
Megarhyssa jezoensis är en stekelart som först beskrevs av Matsumura 1912.  Megarhyssa jezoensis ingår i släktet Megarhyssa och familjen brokparasitsteklar. Inga underarter finns listade i Catalogue of Life.